# Emre Okur
Emre Okur (* 31. März 1984 in Karamürsel) ist ein türkischer Fußballspieler, der für Fethiyespor spielt.

## Karriere
Okur begann mit dem Vereinsfußball in der Jugend von Karamürselspor und durchlief später die Jugendabteilungen von Fenerbahçe Istanbul, Bostancı SK und Kocaelispor. 
2007 wechselte er als Profispieler zum Viertligisten Gölcükspor und spielte hier die nächsten vier Jahre.
Zur Saison 2007/08 wechselte er innerhalb der Liga zu Akhisar Belediyespor. Bereits in seiner ersten Saison wurde er mit seiner Mannschaft Meister der TFF 3. Lig und stieg in die TFF 2. Lig auf. Zwei Spielzeiten später wurde man Vizemeister der TFF 2. Lig und stieg in die TFF 1. Lig auf.
In der Winterpause der Saison 2011/12 verließ er nach viereinhalbjähriger Tätigkeit Akhisar Belediyespor und wechselte innerhalb der Liga zu TKİ Tavşanlı Linyitspor. Nach zwei Jahren für Linyitspor wechselte er innerhalb der Liga zum Aufsteiger Fethiyespor.

## Erfolge
- Mit Akhisar Belediyespor:
  - Vizemeister der TFF 3. Lig: 2007/08
  - Aufstieg in die TFF 2. Lig: 2007/08
  - Vizemeister der TFF 2. Lig: 2009/10
  - Aufstieg in die TFF 1. Lig: 2009/10